# Paul Renner
Paul Renner (Wernigerode, 9 d'agost de 1878 - Hödingen 25 d'abril de 1956) va ser un tipògraf alemany. Se’l pot considerar un dels més importants mestres de la tipografia del període d'entreguerres.
Encara que no estava directament relacionat amb el moviment de la Bauhaus dels anys 20, va ser un defensor de les seves postures i va desenvolupar un intens treball basant-se en la Nova Tipografia i el modernisme alemany.

## Biografia

Paul Renner biografia

Infografia Paul Renner

Va néixer a Wernigerode, districte de Harz. En aquell temps aquesta regió formava part del regne de Prússia. El seu pare era un teòleg evangèlic, capellà de la cort del comte de Stolberg en aquesta ciutat. En conseqüència, ell va rebre una educació protestant molt estricte. Socialment, la seva família formaria part d'una classe mitjana culta.
Cursà estudis de secundària en un Gymnasium durant nou anys. En aquesta institució es portaven a terme estudis humanístics i també s'estudiava el llatí i el grec. A més els alumnes eren educats en un esperit alemany de lideratge, servei i responsabilitat. Posteriorment, va decidir estudiar art en diverses acadèmies i el 1899 es va instal·lar a Múnic, per completar la seva formació.
El 1904 es va casar i viatjà durant un any per Itàlia. En aquesta època pintava, treballava com a dissenyador de llibres en editorials alemanyes i també es dedicava a la docència. Va exposar el seu primer quadre a la galeria Glaspalast de Múnic.
L'any 1910 es va incorporar en el grup Deutscher Werkbund. Era un grup format per polítics, artistes i industrials que participaven en discussions. La seva intenció era fomentar la qualitat en la producció. Renner va ser un participant clau en els debats artístics i ideològics del seu temps.
Va participar en dos projectes educatius: el 1911 va fundar l'Escola d'Il·lustració i Producció de Llibres de Múnic (Münchner Schule für Illustration und Buchgewerbe) junt amb el seu company Emil Preetorius. En aquesta escola, els estudiants pagaven unes taxes per assistir-hi. El segon projecte va ser fusionar aquesta escola amb l'Escola Debschitz (Debschitz Schule) que estava subvencionada. Aleshores es va anomenar Escola Taller de Múnic (Münchner Lehrwerkstätten). Va haver de deixar la docència perquè va esclatar la Primera Guerra Mundial i es va incorporar com a tinent primer en una oficina de reclutament a prop de Múnic.
A Alemanya hi havia un interès especial per treballar l'estètica dels llibres i l'editorial de Georg Müller Verlag, en la que treballava Renner, va presentar una selecció de llibres a l'Exposició Internacional de Publicacions i Arts Gràfiques a Leipzig (1914). Renner va aconseguir el premi màxim pel seu treball.
El 1919 es va traslladar a Hödingen prop del llac de Constança on tornà a dedicar-se a la pintura.
Durant la dècada dels anys 20, es considerava apolític. En general, mostrava interès per la modernitat però no veia de bon ull algunes manifestacions de la cultura moderna com l'art abstracte, el jazz, el cinema i la dansa. Tot i aquest interès, mai va deixar de banda els antics valors de la cultura humanística.
El 1925 el van contractar a l'Escola de Belles Arts de Frankfurt per reorganitzar els plans d'estudi del departament de tipografia. A l'any següent el van nomenar director de l'Escola de Mestres Artesans per Impressors Alemanys (Meisterschule für Deutschlands Buchdrucker). Aquesta escola donava una educació teòrica i pràctica adreçada als futurs mestres dels tallers d'impressió. Un dels professors va ser el seu amic tipògraf Jan Tschichold. L'escola va tenir una gran reputació i estudiants de tot Europa hi assistien.
L'any 1932 va difondre un document nomenat Kulturbolschewismusen? en el qual es criticava la ideologia i la política cultural nazi. No va aconseguir trobar un editor alemany i per això aquest llibre va ser publicat pel seu amic suís Eugen Rentsch. Arran d'aquesta publicació, Paul Renner va ser acomiadat l'any 1934. De tota manera, va aconseguir influir en el nomenament del nou director, el seu amic George Trump i així evitar que hi accedís alguna persona del partit nazi.
Era un gran lector i coneixia els treballs dels grans autors de la filosofia i de la literatura alemanyes (Kant, Goethe, Friedrich von Schiller, Nietzsche…). També era un conferenciant molt convincent. Abans d'aparèixer al mercat la Futura, ja havia explicat en conferències l'aparició d'aquest tipus que, segons ell, havia de revolucionar el món de la tipografia.
Un cop finalitzada la Segona Guerra Mundial va tornar a percebre la seva pensió i es va dedicar a treballar per recuperar la vida cultural d'Alemanya.
Paul Renner va morir a Hödingen el 25 d'abril de 1956.

## Obra

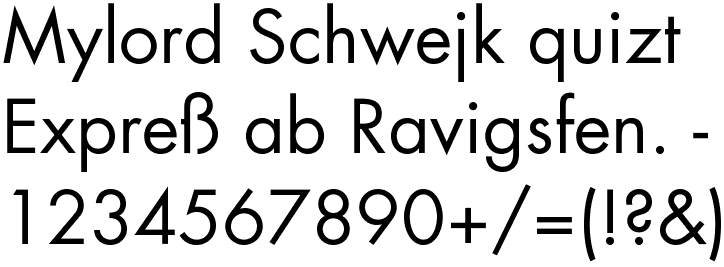
Mostra de la tipografia Futura

Va treballar com a dissenyador gràfic, tipògraf, pintor, autor i professor.
Dues de les seves obres més importants són: Typografie als Kunst ("La tipografia com un art") i Die Kunst der Typographie ("L'art de la tipografia"). Va crear una sèrie de guies base pel disseny de llibres de qualitat i inventà el popular estil de lletra "Futura", una font geomètrica de pal sec utilitzada per molts tipògrafs durant tot el segle XX fins als nostres dies.
Va dissenyar la Futura entre els anys 1924 i 1926. Aquesta font està basada en formes geomètriques: cercle, quadrat i triangle i aviat la van considerar com un tipus de la Nova Tipografia.

### Tipografia
- Futura (1927)
- Plak (1928)
- Futura Black (1929)
- Futura Light (1932)
- Ballade (1938) tipus gòtica
- Renner Antiqua (1939) tipus romana
- Steile Futura (1952)

Actualment els dibuixos, catàlegs i tipus de plom originals de la Futura els podem trobar a la Facultat de Belles Arts de la Universitat de Barcelona (Departament de Disseny i Imatge), els quals van ser cedits per la Foneria Tipogràfica Neufville de la ciutat de Barcelona.

### Llibres
Els llibres són edicions alemanyes:
- Typographie als Kunst, Múnic 1922
- Mechanisierte Grafik. Schrift, Typo, Foto, Film, Farbe, Berlin 1931
- Kulturbolschewismus?, Zuric 1932
- Die Kunst der Typographie, Berlin 1939
- Das moderne Buch, Lindau 1946
- Ordnung und Harmonie der Farben. Eine Farbenlehre für Künstler und Handwerker, Ravensburg 1947
- Vom Geheimnis der Darstellung, Frankfurt 1955